# جانيت بيرلمان
جانيت بيرلمان (بالإنجليزية: Janet Perlman)‏ هي رسامة رسوم متحركة وكاتِبة وكاتبة للأطفال ورسامة توضيحية ومعلمة مدرسية ومخرجة الإنيمايشن كندية وأمريكية، ولدت في 19 سبتمبر 1954 في مونتريال في كندا.

## وصلات خارجية
- الموقع الرسمي
- جانيت بيرلمان على موقع IMDb (الإنجليزية)
- جانيت بيرلمان على موقع أول موفي (الإنجليزية)
- جانيت بيرلمان على موقع قاعدة بيانات الفيلم (الإنجليزية)
- جانيت بيرلمان على موقع كينوبويسك (الروسية)